# The Serfsons
«The Serfsons» (укр. «Сьорфсони») — прем'єрна серія двадцять дев'ятого сезону мультсеріалу «Сімпсони», прем'єра якої відбулась 1 жовтня 2017 року у США на телеканалі «Fox».

## Сюжет
У середньовічному королівстві Спрінґфілдія сім'я селян-кріпаків Сьорфсон відвідують Жаклін Був'є, мати Мардж, в маєтку Велетенського павука (тодішньому будинку для літніх людей) і забирають її дивитися на нові голови, що повісили на міській стіні. Під час цього, Мардж шокована виявляючи, що Жаклін замерзає.
Відвідуючи «Хірургію цирульника Гібберта» у Жаклін проявляється замерзання, яке прогресує. Причиною цього є укус Льодового Уокера: плоть жертви укусу перетворюється в лід протягом тижня. Щоб врятувати її, цирульник Гібберт пропонує лікування за допомогою Амулета Теплого вогню. Однак його вартість занадто висока для кріпаків, і Мардж відправляє Гомера зібрати необхідні гроші. Тим часом лев Аззлан намагається змусити рабів перейти у християнство, але Мардж проганяє його.
На Спрінґфілдській людській силовій станції Гомер намагається попросити у свого боса, лорда Монтгомері, грошей. Однак, безуспішно.
Бачачи тяжке становище батька, Ліса вирішує проблему, чарівним чином перетворивши свинець на золото. Однак, Ліса не може публічно творити магію, бо тоді її схопить король Квімбі і змусить стати однією з його злих чарівників.
Вдома Мардж віддає амулет Жаклін, яка спочатку відмовляється, визнаючи марність життя, але все ж вирішує його надіти. У цей момент з'являються чарівники короля Квімбі і забирають Лісу, звинувачуючи її в чаклунстві. Щоб врятувати її, Гомер очолює повстання селян міста проти феодалізму. Атакуючи замок короля, селяни стикаються віч-на-віч з Квімбі верхом на драконі. Жаклін вирішує зірвати з себе амулеті перетворити себе на лід, тим самим пожертвуваши собою, щоб перемогти дракона.
Однак з'ясовується, що дракон був джерелом всієї магії в королівстві, включно зі всіма магічними істотами. Ліса передбачає, що королівство може тепер заснувати своє життя на науці. Прийшовши від цього в жах, Гомер розпалює вогонь в спробі оживити дракона. В результаті всі магічні істоти повертаються, а дракон оживає і спалює село…

## Виробництво
Спочатку прем'єрною серією сезону повинна була бути «Springfield Splendor». Однак, у серпні 2017 року стало відомо, що «The Serfsons» вийде першою.

## Цікаві факти
- У травні 2019 року в передостанній серії фінального сезону «Гри престолів» Данерис Таргарієн і її дракон Дрогон повністю спалили Королівську Гавань. все місто перетворилося на попіл. Сцена практично передбачена фінальною сценою цієї серії «Сімпсонів»[2][3][4].

## Ставлення критиків і глядачів
Під час прем'єри серію переглянули 3,25 млн осіб з рейтингом 1.4, що зробило її найпопулярнішим шоу на каналі «Fox» тієї ночі.
Денніс Перкінс з «The A.V. Club» дав серії оцінку B-, сказавши:
|  | «The Serfsons» — це, по суті, справна серія, найбільший недолік якої — її повна доступність під час виходу новий сезон. Шоу зробило цікавий епізод, оскільки прем'єра сезону була більш одного разу, і, можливо, призначена для того, щоб зачепити глядачів кількома невибагливими посиланнями на поп-культуру. Досить справедливо. У самих Сьорфсонів є ціла купа таких речей, як відмова від будь-якого обрамлення або обґрунтування химерної прогулянки. Це забита селянська сім'я типу «Гри престолів», «Володаря перснів» чи феєрії «Dungeons & Dragons». |

У лютому 2018 року сценарист серії Браян Келлі був номінований на премію Гільдії сценаристів Америки в області анімації 2017 року.
Згідно з голосуванням на сайті The NoHomers Club більшість фанатів оцінили серію на 3/5 із середньою оцінкою 3,53/5.